# イソベンゾフラン
イソベンゾフラン (isobenzofuran) とは、ベンゼン環がフラン環の c辺 (3,4-辺）と縮合した構造を持つ化合物。1-ベンゾフランの構造異性体。2-ベンゾフラン とも呼ばれる。
イソベンゾフラン自体は反応性が高く、速やかに重合を起こす。そのため、合成や単離同定は熱分解による発生と低温下でのトラップによる。
適切な官能基を持たせることでイソベンゾフラン骨格を安定化させた化合物が知られる。